# Maximilian von Prittwitz
Maximilian von Prittwitz und Gaffron (Bernstadt, 1848. november 27. - Berlin, 1917. március 29.) német tábornok volt. Az első világháború kitörése után a keleti fronton harcolt, de visszavonulása miatt leváltották a kelet-poroszországi haderő vezetéséről.

## Élete

### Származása és korai pályafutása
Maximilian von Prittwitz 1848. november 27-én született a sziléziai Bernstadtban nemesi család leszármazottaként. A Porosz–osztrák–olasz háborút megelőzően csatlakozott a Porosz Gárdához, a háború kitörésekor azonban átvezényelték egy, az arcvonalban szolgálatot teljesítő ezredhez. Ezt követően a Kriegsakademie (Hadi Akadémia) elvégzése után számos parancsnoki beosztást látott el. 1906 áprilisában, Metzben hadtestparancsnokká nevezték ki. Segédje Erich von Falkenhayn ezredes volt közel négy éven keresztül, akiről Prittwitz azt tartotta, hogy mindent meg tud oldani. Ez a parancsnoki vélemény is hozzájárult Falkenhayn hamarosan meteorként felívelő pályafutásához. 1913-ban Danzigba helyezték át az 1. katonai főfelügyelőség élére és hamarosan vezérezredessé léptették elő.

### Az első világháborúban
Az első világháború kitörésekor Prittwitz a 8. német hadsereg parancsnoka volt és Kelet-Poroszországba vezényelték, hogy a valószínűsíthető orosz inváziót megakadályozza. Helmuth von Moltke, a Német Császári Hadsereg vezérkari főnöke már ekkor kétséget támasztott parancsnoki képességeit illetően, ezért Georg von Waldersee tábornokot kinevezte Prittwitz vezérkari főnökévé. A orosz hadsereg többszörös túlerőben volt és Prittwitz feladatát tovább nehezítette Hermann von François tábornok fegyelmezetlensége is. François emellett egy ideig életbevágóan fontos információkat hallgatott el Prittwitz elől. Augusztus 19-én Prittwitz és Waldersee részben François tanácsára döntött az orosz csapatok megtámadása mellett.
A gumbinneni csata azonban súlyos veszteségeket okozott és Prittwitz augusztus 20-án parancsot adott a Visztula folyóhoz való visszavonulásra, mivel attól tartott, hogy erőit az orosz 1. és 2. hadsereg bekeríti. Elhatározásáról értesítette a főhadiszállást is. A visszavonulás gyakorlatilag Kelet-Poroszország oroszoknak való átengedését jelentette volna. Másnap ugyan Prittwitz megváltoztatta az elhatározását, de mivel a főhadiszállást már tájékoztatta, Moltke magához rendelte és leváltotta. Moltke a kelet-poroszországi haderő vezetését az óvatos és pesszimistának tartott Prittwitz helyett Paul von Hindenburgra (akit a nyugállományból hívtak vissza) és Erich Ludendorff tábornokra bízta. Mivel Prittwitz nem kapott új megbízatást ezért visszavonult. 1917. március 29-én hunyt el Berlinben.